# Dercetina wallacei
Dercetina wallacei es una especie de insecto coleóptero de la familia Chrysomelidae.
Fue descrita científicamente en 1899 por Martin Jacoby.